# Drosophila paravibrissina
Drosophila paravibrissina este o specie de muște din genul Drosophila, familia Drosophilidae, descrisă de Oswald Duda în anul 1924.
Este endemică în Taiwan. Conform Catalogue of Life specia Drosophila paravibrissina nu are subspecii cunoscute.